# جزیره گرنویل

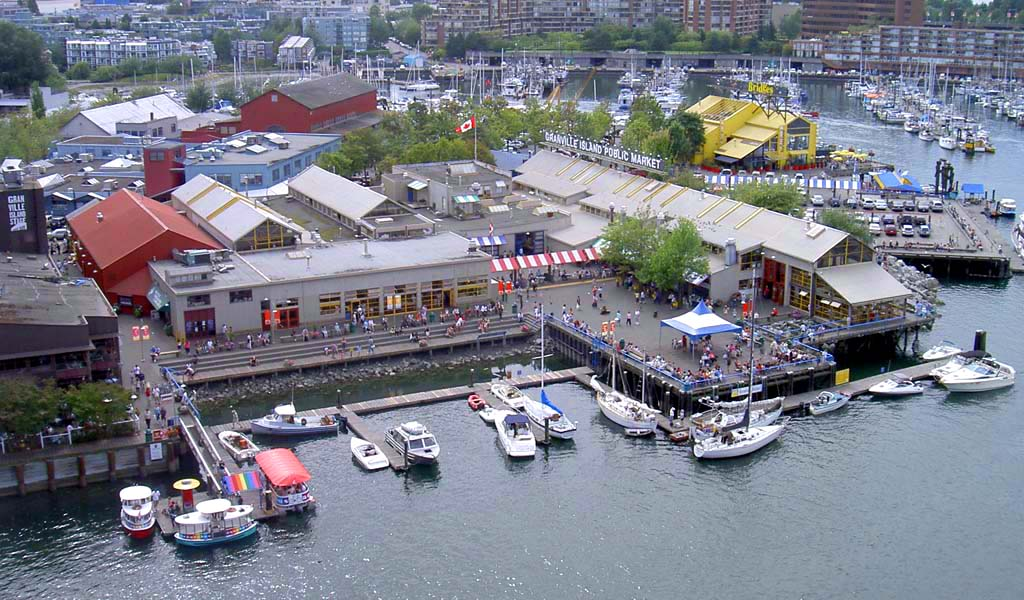
گرانویل در سال ۲۰۰۵ (میلادی)

گرانویل آیلند (به انگلیسی: Granville Island) جزیره کوچک هنری-توریستی در مرکز شهر ونکوور در استان بریتیش کلمبیا که زمین آن متعلق به دولت فدرال کاناداست.
دو مؤسسه آموزش هنر : دانشگاه امیلی کار و "چتر هنرهاً که شامل یک مدرسهٔ رقص باله‌است در این جزیره قرار دارند.
همچنین کارگاه‌ها و استودیوهای گروهی از هنرمندان، نقاشان، سرامیک سازان، شیشه گران و سایر صنایع دستی در این جزیره پراکنده‌است. یک کلوب تئاتر از ویژگی‌های دیگر گرانویل آیلندست.
بسیاری از فستیوال‌های هنری مانند فستیوال بین‌المللی جاز ونکوور، فستیوال بین‌المللی نویسندگان ونکوور، و فستیوال هنرهای کناره‌ای ونکوور همه ساله در این جزیره برپاست. همه ساله در حدود ده میلیون توریست ار این جزیره دیدن می‌کنند.